# Den utro Hustru
Den utro hustru er en dansk stum melodramafilm fra 1911 produceret af Det Skandinavisk-Russiske Handelshus. Filmens instruktør er ukendt. Filmen er af producenten betegnet som "Et moderne drama om pengemagt og kvindemagt".
Filmen havde dansk premiere i Victoria-Teatret den 23. november 1911.
Filmen og dens temaer, utroskab, selvmord m.v., var kontroversielle i samtiden, og filmen blev forbudt af den svenske filmcensur. I København blev filmens plakat forbudt, da den viste skuespillerinden Lili Beck i underbukser. 
var det tilsyneladende kun plakaten, som blev forbudt. Folkets Avis skrev den 30. november 1911 under overskriften "Lili Becks Unævnelige": "Censor og Politidirektøren paa Dyds- og Krigsstien. Censor P. A. Rosenberg, der ellers røgter sit Embede ret Spor- og lydløst, fik i Gaar et Anfald af Energi. Han havde paa "Victoria-Teatret"s Plakat for den sidste Film, "Den utro Hustru", set et Syn, der fik ham til at rødme: Frk Lili Beck i Underbukser. Det virkede paa ham som en rød Klud paa en Tyr. Han opsøgte øjeblikkelig sin Ven Politidirektøren og bad ham fjerne Plakaten, hvad Hr. Eugen Petersen selvfølgelig straks var parat til. Heldigvis var det jo kun paa Plakaten, at de to Dydsdragoner fjernede de Unævnelige. Frk. Lili rørte de ikke ved."

## Handling
En børsspekulant formøbler egen og en klients formue i en fejlslagen spekulation. I mellemtiden har klienten forført spekulantens hustru, der aldrig rigtig har engageret sig i noget andet end det sorgløse velhaverliv. Børsspekulanten beder klienten om et lån til at ride stormen af, men det afslås. Spekulanten opdager, at hustruen har været ham utro, og han forlader hende på trods af, at det i dette øjeblik går op for hustruen, at hun intet har følt under sin affære, og at hun elsker sin mand. Hustruen begår herefter selvmord. Børsspekulanten indser sin fejl, men drages tilbage til hovedstaden og til Børsen.

## Medvirkende
- Egill Rostrup som Bankier Lemming
- Lilli Beck som Fru Lemming
- Einar Rosenbaum som Bankier Freyholdt
- Richard Christensen som Felix Harter